# Palazzo INCIS (Pavia)

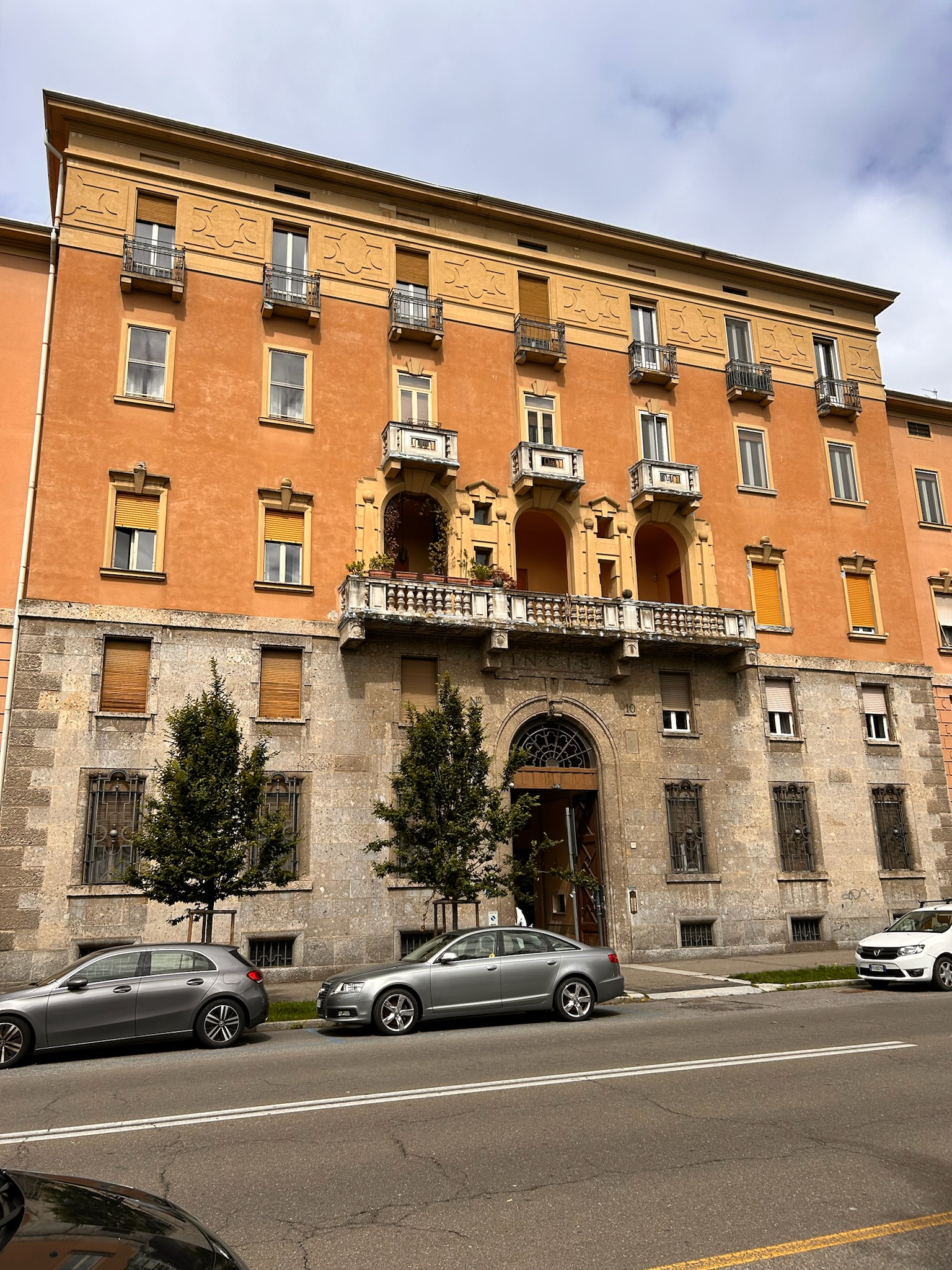

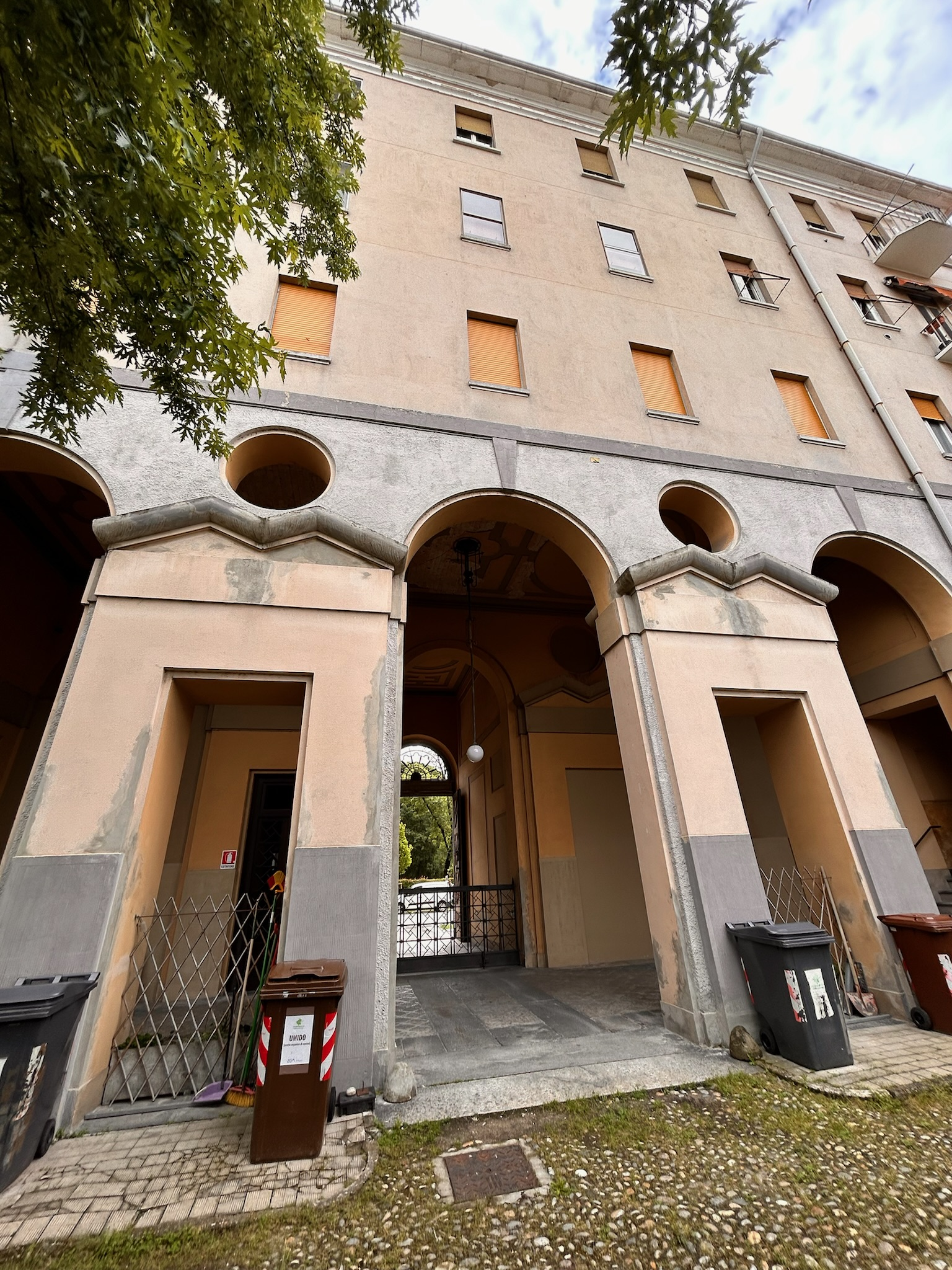

Il palazzo INCIS è un edificio di Pavia. Costruito dall'Istituto nazionale per le case degli impiegati statali tra il 1928 e il 1930 da Carlo Morandotti, è situato in viale XI Febbraio 22. È una tra le principali architetture messe in atto da Carlo Morandotti a Pavia.

## Storia
Durante il ventennio fascista, parallela all'attività dell'Istituto autonomo case popolari (IACP), si svolse quella dell'Istituto nazionale per le case degli impiegati statali (INCIS), che si occupava dell'edificazione di alloggi per gli impiegati dello Stato. Questi impiegati, sebbene in una posizione diversa rispetto ai ceti proletari, affrontavano anch'essi una difficile situazione abitativa. Da un lato, si scontravano con la ritrosia dei proprietari che preferivano affittare a chi non era soggetto, come loro, a continui trasferimenti per ragioni di lavoro. Dall'altro lato, non essendo disponibili abitazioni adatte al ceto medio, erano costretti a vivere in case troppo grandi e costose, dove l'affitto assorbiva buona parte dello stipendio.
Questo stato di cose colpì maggiormente le famiglie meno abbienti, che si trovarono costrette a stabilirsi in pochi e malsani locali, situati principalmente nel centro storico di Pavia. I quartieri di San Teodoro, Porta Nuova e Porta Calcinara erano tra quelli con i massimi livelli di densità abitativa.
Tra gli enti che, beneficiando di sovvenzioni statali, si occupavano dell'edilizia economica, ricordiamo l'IACP e l'INCIS, costituiti rispettivamente nel 1912 e nel 1924. L'azione dello IACP si concretizzò con la costruzione di residenze popolari, ubicandole in zone decentrate rispetto al nucleo urbano e organizzandole in quartieri definiti "a carattere estensivo semi rurale", situati nella cintura esterna al centro cittadino. Tuttavia, gli esiti degli interventi di edilizia popolare si rivelarono inadeguati, con un elevato numero di domande di abitazioni popolari rimaste inevaso alla fine degli anni '30, oltre 300, e con esigue realizzazioni dell'INCIS, che a fatica costruì solo 67 dei 500 alloggi ritenuti necessari a Pavia.
L'attività dell'INCIS si concretizzò a Pavia con due realizzazioni tra il 1928 e il 1930. L'ubicazione scelta rifletteva l'intento di conferire un carattere distintivo agli edifici, situati nell'area tra il Castello e la Basilica di San Pietro in Ciel d'Oro, caratterizzata dalla vicinanza ai due importanti monumenti. A queste realizzazioni si aggiunge il fabbricato voluto dall'IACP di via XI Febbraio, destinato alla cessione in proprietà agli impiegati, segno tangibile della nuova attenzione verso il ceto medio impiegatizio. L'aspetto stilistico e decorativo di questi edifici fu particolarmente curato, anche per volere della commissione edilizia, che individuò un carattere distintivo in queste opere.
La costruzione descritta come "veramente imponente" dalla stampa cittadina, suscitò perplessità e polemiche, tanto che nel 1931 la Regia Sovrintendenza di Milano inviò una lettera di fuoco al prefetto di Pavia, denunciando l'offesa arrecata alla bellezza della città e chiedendo la correzione delle facciate o la piantumazione di alberi per nascondere la vista dell'edificio. La diatriba con l'INCIS venne chiusa con la soluzione di compromesso della piantumazione con piante ad alto fusto in tutta la piazza.

## Descrizione
Il palazzo è stato progettato da Carlo Morandotti (1895–1940), figura di rilievo nell'architettura di Pavia, specialmente negli anni Trenta, quando diventa uno dei principali progettisti di opere pubbliche. Nei suoi primi anni, negli anni Venti, il suo stile è vicino al classicismo e all'eclettismo, ma negli anni Trenta abbraccia il razionalismo, influenzato dal novecentismo storicistico tipico dell'architettura di regime. Tra le sue opere principali di questo periodo ci sono la sede dei nuovi uffici comunali, il palazzo del Governo e l'amministrazione provinciale. Nel 1933 vince il concorso per il Piano Regolatore, ma rinuncia all'incarico a causa di controversie, lasciando il progetto all'Ufficio Tecnico Comunale. Morandotti è anche incaricato della progettazione urbanistica di nuovi quartieri e della sistemazione di alcuni spazi urbani.
Nel 1929, il progetto per un palazzo da costruire a porta Milano, sulla via Vittorio Emanuele (ora XI febbraio 12), viene presentato dallo IACP, sebbene il suo sviluppo sia già iniziato nel 1926. Si tratta di un'imponente struttura a tre piani, con una superficie occupata di 674,60 m². Il prospetto si distingue per uno zoccolo a bugnato e finestre semplicemente incorniciate, mentre il portale è incorniciato da colonne e coronato da un timpano. La commissione edilizia respinge il progetto, criticando sia l'aspetto esterno sia la disposizione interna dei locali.
Nel giugno del 1930, viene presentata una nuova proposta che tiene conto delle osservazioni della Commissione. Questo nuovo progetto evidenzia una ricerca più approfondita del "decoro", distinguendosi così dalle abitazioni circostanti. La facciata è caratterizzata da un corpo centrale prominente, con un ampio portale arcuato e quattro colonne giganti nella parte superiore, sormontate da un fastigio con vasi e obelischi. Le finestre sono incorniciate riccamente, con loggette architravate nel piano del sottotetto.
I lavori di costruzione iniziano nel gennaio 1931, durante i quali le finestre esterne del primo piano vengono sostituite con due bovindi. Nel frattempo, nel 1930, viene completata la sistemazione della zona a porta Milano, con la costruzione dell'INCIS, che comporta l'abbattimento definitivo dell'antico salone visconteo per il gioco della palla.
Parallelamente, viene presentato un nuovo progetto a firma dell'architetto Morandotti per un palazzo di grandi dimensioni, parte a quattro e parte a cinque piani, da affiancare a quello già esistente progettato dalla IACP, con una nuova strada da aprire verso la piazza San Pietro. Il prospetto del nuovo edificio presenta un corpo centrale sporgente con un loggiato a tre archi sopra il portone d'ingresso, sormontato da tre balconcini in marmo. I corpi laterali sono caratterizzati da un bugnato fino al secondo piano, con finestre di tipo mezzanino al terzo piano, alcune delle quali coronate da un timpano.